# Франкенберг (Эдер)
Франкенберг (нем. Frankenberg) — город в Германии, в земле Гессен. Подчинён административному округу Кассель. Входит в состав района Вальдек-Франкенберг. Население составляет 17 689 человек (на 31 декабря 2019 года). Занимает площадь 124,87 км². Официальный код — 06 6 35 011.

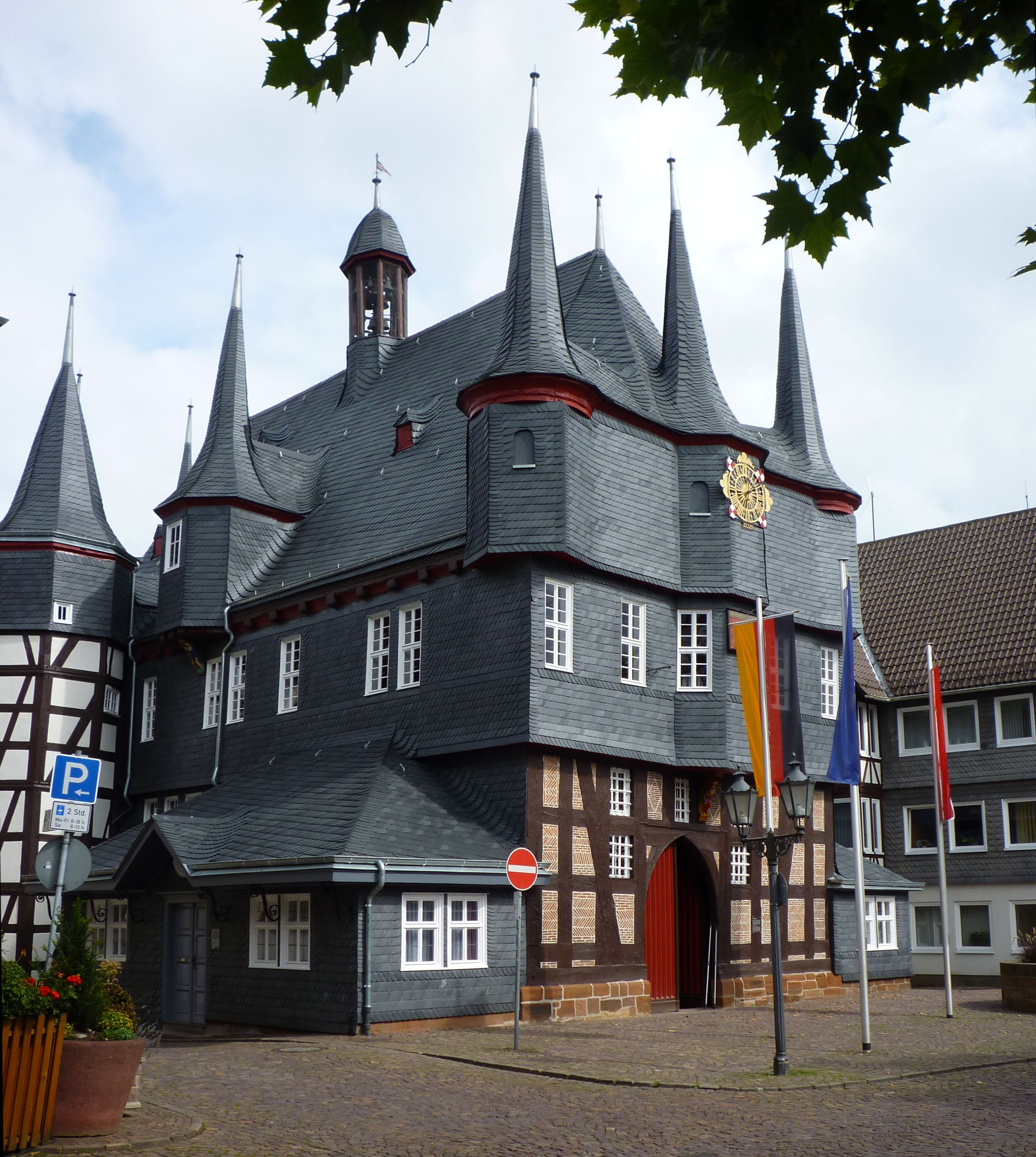
Франкенберг (Эдер)

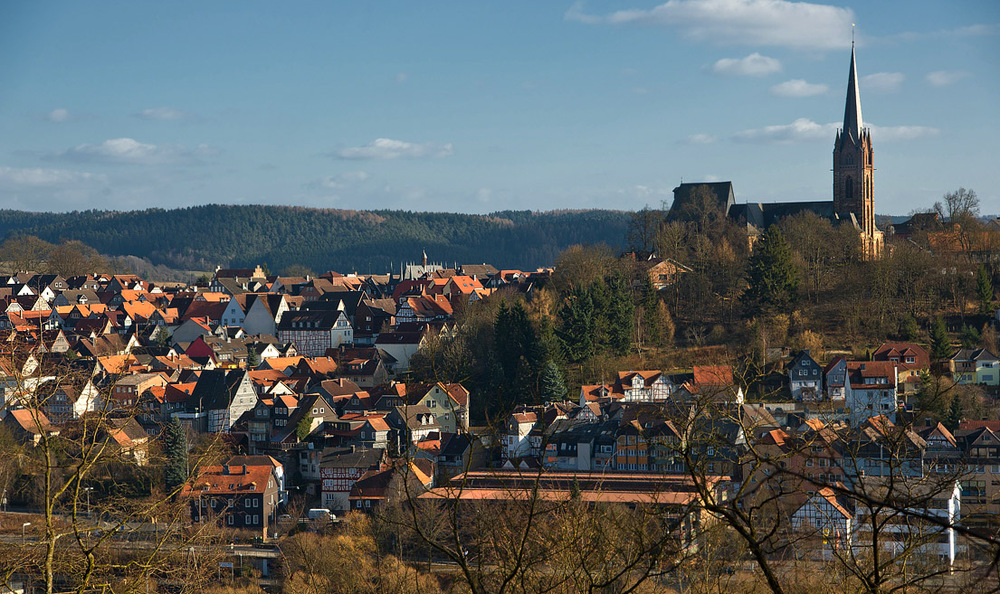
Франкенберг (Эдер)